# Forêt d'Aubrac
La forêt d'Aubrac est une forêt domaniale française située dans le nord-est de l'Aveyron sur les pentes occidentales du plateau de l'Aubrac. Elle est principalement constituée de hêtres. La forêt s'étend sur près de 2 600 ha. Elle est gérée par l'Office national des forêts.

## Géographie
Le massif forestier s'étend sur les pentes occidentales du plateau de l'Aubrac, sillonnées par plusieurs petits affluents du Lot appelés Boraldes, qui y ont creusé des vallées profondes. Il en résulte un relief accidenté et un dénivelé important entre le point le plus haut de la forêt et son point le plus bas (500 m environ). Elle culmine au sommet des Truques d'Aubrac (1 440 m).

## Écologie

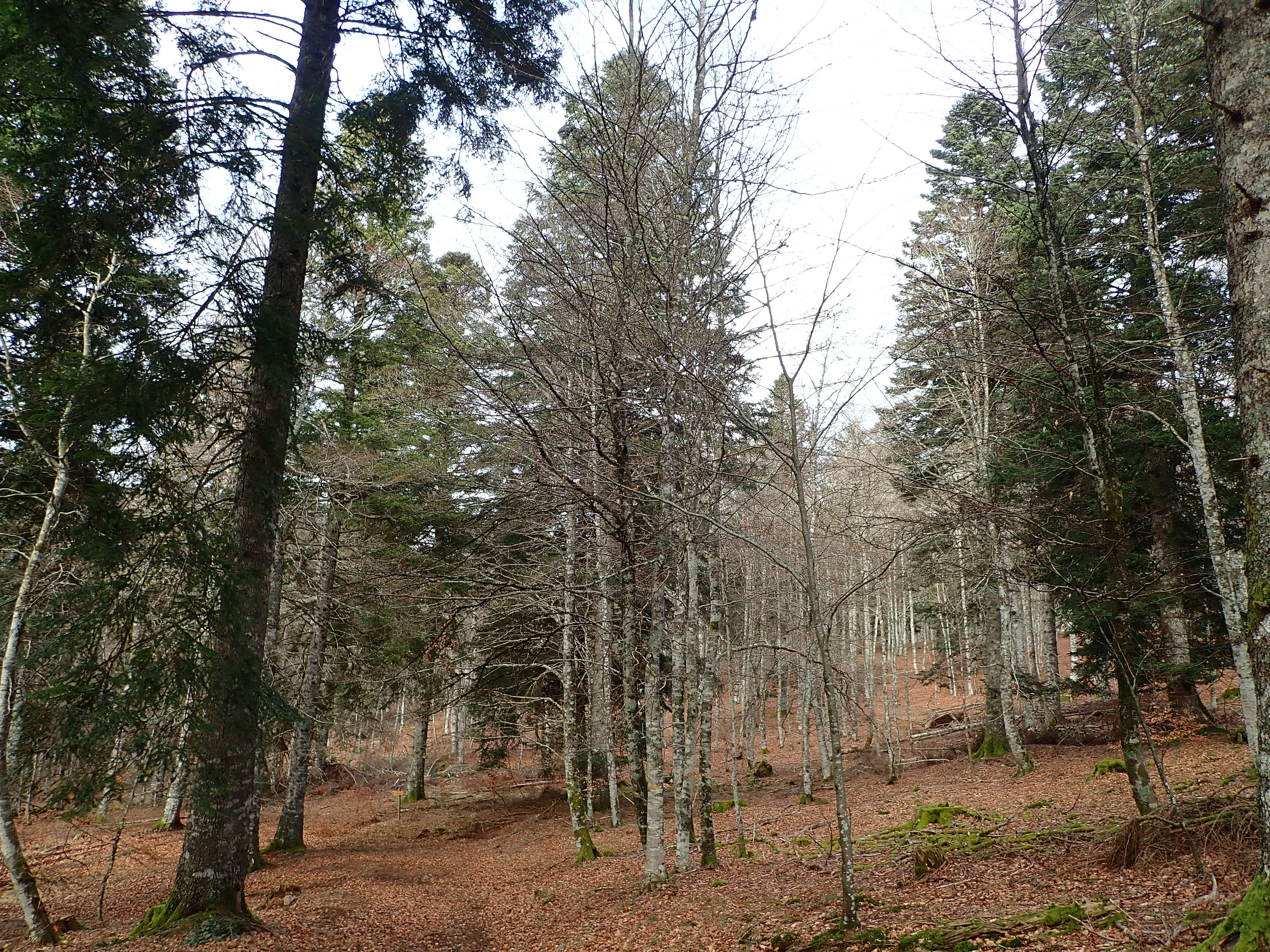
La hêtraie sapinière de la Roquette Bonneval (commune de Curières) est un secteur de la forêt d'Aubrac où le sapin se mélange au hêtre.

La forêt d'Aubrac est une hêtraie de montagne classée comme hêtraie acidiphile atlantique (UE 9120) dans le réseau régional de sites Natura 2000. Elle fait partie du même groupe que les hêtraies des Pyrénées, en particulier la forêt d'Iraty. Elle comprend également quelques résineux (sapins, épicéas) présents naturellement pour les premiers et plantés pour les besoins de la sylviculture pour les seconds. 
Dans sa partie haute, la forêt intègre une réserve biologique dirigée qui couvre 409 hectares et qui est caractérisée par plusieurs tourbières d'un grand intérêt écologique. Dans ces zones tourbeuses d'altitude, se déploient en particulier des espèces végétales et animales inféodées aux régions froides. Chez les insectes, on pourra ainsi trouver deux libellules rares, la Cordulégastre bidentée et la Cordulie arctique, un criquet, le Decticelle des Bruyères et un papillon, le Semi-Apollon. Les espèces végétales se distinguent aussi particulièrement, avec la présence de la très rare Ligulaire de Sibérie, de l'Andromède à feuilles de Polium, de la Laîche noirâtre, de la Drosera à feuilles rondes et de la Scheuchzerie des Marais.
Ailleurs dans la forêt, la flore est caractéristique des hêtraies d'altitude du Massif central avec des espèces telles que la Laitue de Plumier, le Dentaire à 5 feuilles ou à 7 feuilles, le Roseau des Montagnes, le Sceau de Salomon verticillé, le Lis Martagon, le Doronic d'Autriche, le Séneçon de Croatie...etc. Une espèce endémique forestière du sud du Massif central est également présente sur le site : l'Arabette des Cévennes. Chez les insectes, l'espèce emblématique de ce milieu forestier est la Rosalie des Alpes.